# 31 Comae Berenices
Désignations
31 Comae Berenices (en abrégé 31 Com) est une étoile étoile géante de la constellation boréale de la Chevelure de Bérénice. Sa magnitude apparente, d'environ 4,9, varie quelque peu entre la magnitude 4,87 et 4,97 et elle possède donc la désignation d'étoile variable LS Com. C'est en effet une rare étoile variable de type FK Comae Berenices, un type d'étoile variable qui tourne rapidement sur elle-même — à une vitesse de 67 km/s soit en 6,8 jours dans le cas de 31 Com  —, et qui montre de grandes tâches stellaires à sa surface. Elle est actuellement dans le trou de Hertzsprung, et son enveloppe externe vient juste d'entrer en convection. En 1989, elle fut donnée comme une référence pour le type spectral G0IIIp.
31 Com fait partie de l'amas d'étoiles de la Chevelure de Bérénice bien qu'elle apparaisse à l'écart du centre de l'amas ; son âge, estimé à 500 millions d'années, est en accord avec les âges qui sont donnés à l'amas. Les mesures de parallaxe annuelle réalisées durant la mission Gaia indiquent que l'étoile est distante de 284 ± 5 a.l. (∼ 87,1 pc) de la Terre, ce qui est proche de la distance moyenne de Melotte 111, qui est d'environ 86 pc (∼280 al).
31 Com est l'étoile du pôle nord galactique car elle est située à seulement 0,5° de celui-ci, si bien qu'on lui attribue parfois le nom informel de Polaris Galacticum Borealis, forgé par Jim Kaler (en).
En astronomie chinoise, 31 Comae Berenices est appelée 郎將, ou en pinyin Lángjiāng, ce qui signifie capitaine des gardes du corps, car l'étoile elle-même forme à elle seule l'astérisme du capitaine des gardes du corps, situé dans la province de l'enceinte du Palais Suprême.